# Oxyhaloa
Oxyhaloa (лат.) — род насекомых из семейства Blaberidae отряда тараканообразных. Ареал рода охватывает Африку от Сенегала и Мали на северо-западе до Сомали на востоке и ЮАР на юге.

## Виды
В роде Oxyhaloa 10 видов:
- Oxyhaloa buprestoides (Saussure, 1862)typus — Африка от Гвинеи на западе и Мали на севере до Кении на востоке и Трансвааля (Южно-Африканская Республика) на юге;
- Oxyhaloa conia Rehn, 1931 — эндемик Уганды (Восточная Африка);
- Oxyhaloa deusta (Thunberg, 1784) — от Конго на северо-западе и Сомали на северо-востоке до ЮАР на юге;
- Oxyhaloa ferreti (Reiche & Fairmaire, 1847) — Восточная Африка (Кения, Сомали, Эфиопия);
- Oxyhaloa kitensis Rochebrune, 1883 — Западная и юго-запад Северной Африки (Гвинея, Сенегал, Мали);
- Oxyhaloa lukjanovi Adelung, 1905 — юг Северной и север Восточной Африки (Нигер, Судан, Эфиопия);
- Oxyhaloa minima Shelford, 1909 — северо-запад Центральной Африки (Экваториальная Гвинея и Камерун);
- Oxyhaloa minor Brunner von Wattenwyl, 1865 — юго-восток Северной и север Восточной Африки (Судан и Эфиопия);
- Oxyhaloa nilotica Adelung, 1903 — эндемик Эфиопии (Восточная Африка);
- Oxyhaloa perspicua Shelford, 1908 — эндемик Камеруна (северо-запад Центральной Африки).

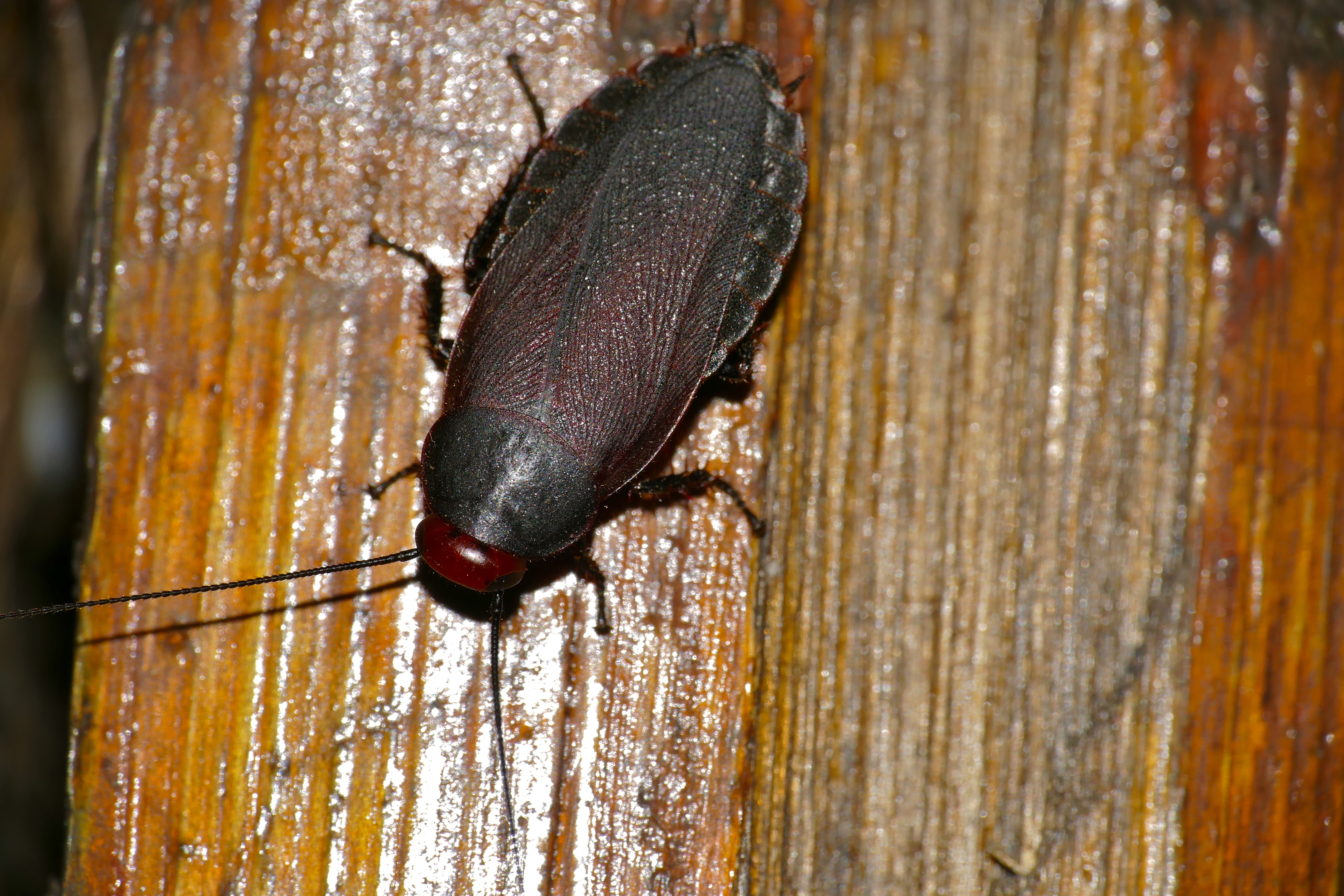
Oxyhaloa deusta, Национальный парк Крюгер, Южная Африка